# Sosenkowo-Osiedle
Sosenkowo-Osiedle – osada w Polsce położona w województwie mazowieckim, w powiecie płońskim, w gminie Naruszewo.
Osada wchodzi w skład sołectwa Sosenkowo.